# Sojuz 5

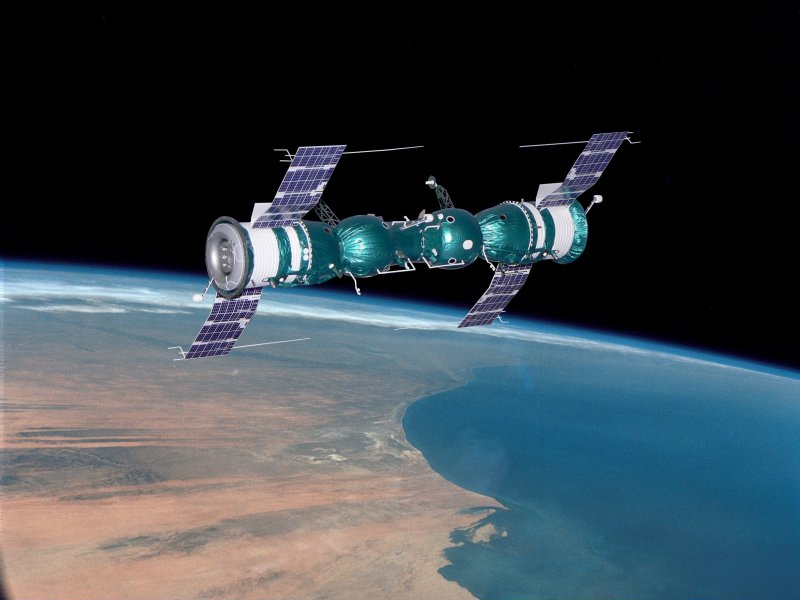
Sojuz 5

Sojuz 5 (kod wywoławczy Байкал – „Bajkał”) był statek kosmiczny typu Sojuz, wystrzeloną przez ZSRR 15 stycznia 1969 roku. Pojazd połączył się na orbicie ze statkiem kosmicznym Sojuz 4.

## Załoga

### Podstawowa
- Boris Wołynow (1)
- Aleksiej Jelisiejew (1) (tylko start)
- Jewgienij Chrunow (1) (tylko start)

### Rezerwowa
- Anatolij Filipczenko (1)
- Walerij Kubasow (1)
- Wiktor Gorbatko (1)

### Druga rezerwowa
- Anatolij Kuklin (1)
- Władisław Wołkow (1)
- Piotr Kołodin (1)

### Lądująca
- Boris Wołynow

## Opis misji
Na pokładzie kapsuły znajdował się dowódca, Boris Wołynow, i dwóch inżynierów lotu, Jelisiejew i Chrunow, którzy mieli przejść na pokład Sojuza 4 przed powrotem na Ziemię. Załoga przeprowadziła badania naukowe, w tym techniczne i medyczne, a także przetestowała urządzenia pokładowe pojazdu. Głównym celem misji było połączenie z kapsułą Sojuz 4 i stworzenie w ten sposób eksperymentalnej stacji kosmicznej.
Wołynow pozostał na pokładzie Sojuza 5 i powrócił na Ziemię po bardzo burzliwym wejściu w atmosferę. Moduł serwisowy Sojuza nie odłączył się po odpaleniu silników hamujących. W tym momencie kosmonauta nie był już w stanie przerwać manewru wejścia w atmosferę. Awaria mechanizmu odrzucania silników hamujących miała już miejsce podczas misji kapsuł Wostok i Woschod, lecz w wypadku Sojuza stanowiła o wiele większe zagrożenie - moduł serwisowy Sojuza był znacznie większy niż niewielkie moduły silników hamujących tamtych pojazdów.
Gdy kapsuła napotkała opór powietrza, połączony wciąż pojazd przybrał najbardziej stabilną aerodynamicznie pozycję - nosem naprzód. Ciężki moduł lądownika miał za osłonę jedynie metalowy właz - uszczelki włazu zaczęły się palić, wypełniając wnętrze kabiny toksycznymi oparami. Przyspieszenie, które normalnie wciskało kosmonautę w fotel, w tym wypadku wyciągało Wołynowa z jego uprzęży.
Wraz ze wzrostem temperatury i oporu aerodynamicznego, elementy łączące lądownik z modułem serwisowym zerwały się zanim doszło do zniszczenia włazu. Moduł lądownika natychmiast ustawił się we właściwej pozycji, osłoną termiczną naprzód. Wołynowa czekał jeszcze jeden problem - linki spadochronu uległy częściowemu splątaniu, co w połączeniu z awarią rakiet hamujących spowodowało bardzo twarde lądowanie, w którym Wołynow stracił część zębów.
Kapsuła wylądowała w górach Ural, w pobliżu Orenburga - daleko od planowanego miejsca lądowania w Kazachstanie. Na zewnątrz panowała temperatura -38 °C. Wiedząc, że ekipy ratunkowe przybędą za wiele godzin, Wołynow opuścił kapsułę i przeszedł kilka kilometrów, zanim znalazł schronienie w chatce miejscowego chłopa. Wołynow nie poleciał w kosmos przez następnych siedem lat, aż do misji Sojuz 21.
Po uroczystym powrocie kosmonautów obu misji do Moskwy 22 stycznia doszło do incydentu z ostrzelaniem samochodu kosmonautów (zobacz w artykule Sojuz 4).

### Spacer kosmiczny
- Pierwsze wyjście: Jelisiejew i Chrunow
- Start: 16 stycznia 1969
- Koniec: 16 stycznia, 01:15 UTC
- Czas trwania: 37 minut